# Radiohead
Radiohead ([ˌɹeɪdioʊˈhɛd]) est un groupe de rock britannique, originaire d'Abingdon, dans l'Oxfordshire. Formé en 1985, il est composé de Thom Yorke (chant, guitare et piano), des frères Jonny Greenwood (guitare, piano, ondes martenot, glockenspiel et divers autres instruments) et Colin Greenwood (basse, contrebasse), Ed O'Brien (guitare et chœurs), et Phil Selway (batterie).
Formé au lycée, le groupe signe avec EMI en 1991, et sort son premier single, Creep, en 1992. Ce titre devient un succès planétaire à la sortie de leur premier album, Pablo Honey (1993). La popularité publique et critique de Radiohead augmente significativement au Royaume-Uni avec leur deuxième album, The Bends (1995), au son rock marqué par le jeu à trois guitares. Le troisième album de Radiohead, OK Computer (1997), les propulse vers la gloire internationale avec des sonorités nouvelles, sur la thématique de l’aliénation sociale dans le monde consumériste moderne. OK Computer est considéré comme un album majeur des années 1990, voire de tous les temps.
Le diptyque Kid A (2000) et Amnesiac (2001), enregistrés dans le même temps, marque un profond changement stylistique influencé par de la musique électronique expérimentale, de la musique classique du XXe siècle, du krautrock et du jazz. Bien qu’ayant dans un premier temps divisé le public, Kid A sera nommé meilleur album de la décennie par plusieurs critiques. Le sixième album, Hail to the Thief (2003) revient à un son plus rock, combiné à de la musique électronique, avec des paroles inspirées par la guerre contre la terreur. Il s'agit du dernier album pour le label EMI, et le groupe auto-produira les suivants. Ainsi, pour In Rainbows en 2007, Radiohead est le pionnier de la distribution alternative sur internet, surprenant le public en proposant dans un premier temps un prix libre. L’album est encensé par la critique, et atteint le sommet des hit-parades des deux côtés de l’Atlantique à sa sortie « physique ». En 2011, sort The King of Limbs, exploration rythmique utilisant largement les boucles sonores et le sampling. Radiohead s’adjoint à partir de là un second batteur, Clive Deamer pour ses tournées. Le neuvième album du groupe, A Moon Shaped Pool (2016), est notamment marqué par les arrangements orchestraux de Jonny Greenwood.
L'influence de Radiohead sur le monde de la musique est prégnante depuis la fin des années 1990. Le groupe a vendu presque 40 millions d’albums dans le monde (sans compter les ventes issues de sa propre distribution alternative), et son travail bénéficie d'une estime positive à la fois de la part du public et des critiques. Six de leurs albums obtiennent la première place sur le marché britannique. En 2009, les lecteurs du magazine Rolling Stone ont élu Radiohead deuxième dans sa liste des meilleurs artistes des années 2000. Le groupe entre au Rock and Roll Hall of Fame dès sa deuxième année d'éligibilité, en mars 2019.

## Biographie

### Formation et début (1986–1991)

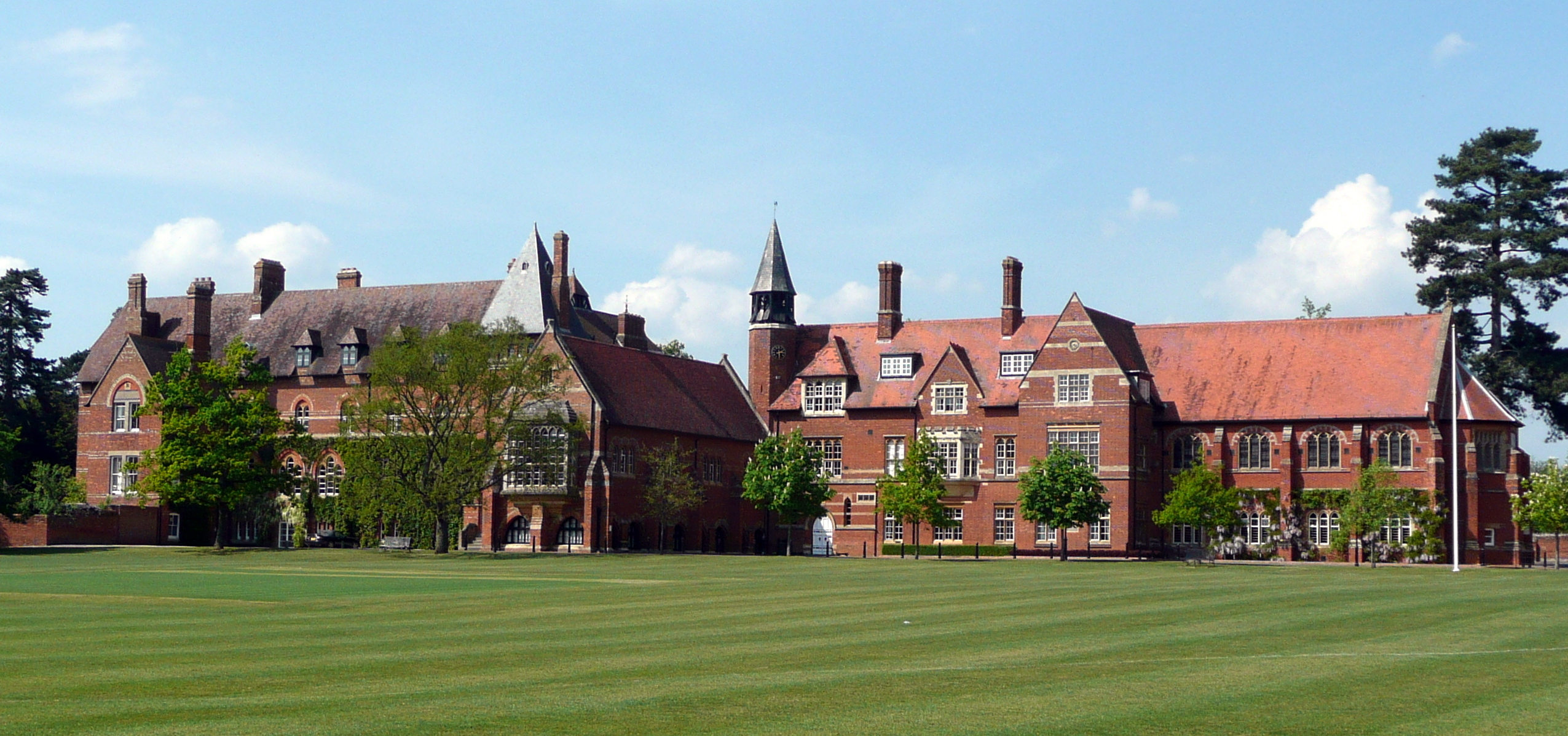
L'école d'Abingdon où le groupe s'est formé.

Les membres de Radiohead se rencontrent à l'école privée d'Abingdon, près d'Oxford. Thom Yorke et Colin Greenwood sont en même année d'étude, Ed O'Brien et Phil Selway dans la classe supérieure, tandis que Jonny Greenwood a plus de deux ans de moins que Colin. En 1986, ils forment ensemble On a Friday en référence aux vendredis durant lesquels le groupe répète dans la salle de musique de leur école. Jonny Greenwood est le dernier à rejoindre le groupe, prenant place d'abord au clavier et à l'harmonica, mais devient rapidement le guitariste principal du groupe. Il avait auparavant joué dans un autre groupe appelé Illiterate Hands, composé de Nigel Powell (dans la chambre duquel On a Friday fera ses premiers enregistrements) et du frère de Thom Yorke, Andy Yorke. On a Friday donne son premier concert à la fin de l'année 1986 à la Jericho's Tavern, au 56 Walton Street d'Oxford. D'après Colin, les membres du groupe ont choisi leur instrument parce qu'ils souhaitaient faire de la musique ensemble et non pour un intérêt personnel dans l'instrument : « C'était plus dans un souci collectif, et si on pouvait apporter quelque chose en plus au groupe en faisant jouer son instrument par quelqu'un d'autre, alors c'était très bien ». Pendant une période, On a Friday comprend même trois saxophonistes.
Le groupe n'apprécie pas l'ambiance stricte de l'école — le directeur leur a un jour fait payer une amende pour avoir utilisé la salle de musique un dimanche — et trouve refuge à l'association de musique, qui est séparée du reste de l'école. C'est leur professeur de musique Terence Gilmore-James qui les a initiés à des styles de musique variés, comme le jazz, les musiques de films, la musique avant-gardiste d'après guerre, la musique classique du XXe siècle.
Bien que Yorke, O'Brien, Selway et Colin Greenwood quittent Abingdon en 1987 pour aller à l'université (seul Jonny arrête ses études pour se consacrer entièrement à la musique), le groupe continue d'exister et de répéter pendant les week-ends et les vacances. À l'Université d'Exeter, Thom rejoint le groupe Headless Chickens et joue des chansons dont certaines seront utilisées par Radiohead. Il y rencontre l'artiste Stanley Donwood, qui créera tous les designs des albums de Radiohead à partir de leur second album The Bends. En 1991, l'ensemble des membres du groupe — à l'exception de Jonny Greenwood — obtient son diplôme universitaire, donnant ainsi l'occasion à On a Friday de se reformer et de s'installer dans une maison d'Oxford pour enregistrer leur quatrième démo intitulée Manic Hedgehog.
Ils donnent plusieurs concerts dans la région d'Oxford qui les feront connaître auprès des labels. Chris Hufford, copropriétaire du Oxford's Courtyard Studios, et son partenaire Bryce Edge, sont impressionnés par les performances scéniques du groupe et décident de produire une nouvelle démo, devenant leurs managers par la même occasion. Fin 1991, Colin, qui travaillait à ce moment-là dans un magasin de disques, donne la démo à un représentant d'EMI. Le groupe signe plus tard dans l'année chez EMI, qui leur demande de changer de nom. C'est ainsi que On a Friday devient Radiohead, en référence au morceau Radio Head de l'album True Stories du groupe Talking Heads.

### Pablo Honeyet premiers succès (1992-1994)

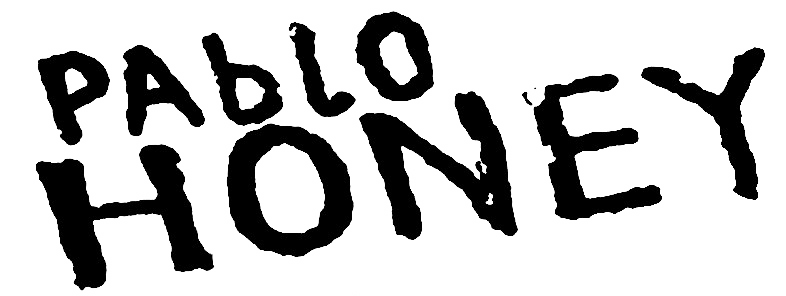
Titre de l'album Pablo Honey.

Drill, le premier EP de Radiohead produit par Chris Hufford sous le label Parlophone Records sort le 5 mai 1992. Sa sortie passe inaperçue et le groupe décide alors d'engager Paul Kolderie et Sean Slade (qui ont notamment travaillé avec les Pixies et Dinosaur Jr.) pour produire leurs prochains morceaux qui seront enregistrés rapidement dans un studio d'Oxford en 1992. Avec la sortie fin 1992 de Creep, leur premier single, Radiohead attire l'attention de la presse anglaise bien qu'une partie de la critique reste hostile envers le groupe. En effet, le morceau ne sera pas diffusé sur BBC Radio 1 à cause de son caractère dépressif.
En février 1993, sort Pablo Honey, le premier album du groupe, qui sera alors parfois comparé au mouvement grunge très en vogue au début des années 1990. Les singles Anyone Can Play Guitar et Stop Whispering ne réussissent pas à atteindre le sommet des charts et Pop is Dead connait également un succès mitigé.
Cependant, Creep a par la suite un impact à l'échelle mondiale. Alors que les membres de Radiohead commencent leur première tournée américaine (début 1993), le clip de Creep, pour lequel le chanteur a remplacé toutes les occurrences du mot « fuckin' » par le mot « very », est l'un des plus diffusés sur MTV. Le morceau atteint la seconde place du chart US Modern Rock Tracks et la septième place au UK singles chart. Creep reste le morceau le plus connu du groupe, bien que peu représentatif de la discographie de Radiohead.

### The Bends: reconnaissance par la critique et élargissement du public (1994-1995)
Début 1994, la bande s'attela aux premiers arrangements du nouvel album, sous la tutelle du tout nouveau producteur John Leckie. Alors que les sessions étaient censées débuter aux RAK Studio de Londres en janvier, le groupe oxfordien Ride, également produit par Leckie, devança Radiohead et réserva l'endroit jusque fin février pour peaufiner leur dernier travail en date, Carnival of Light. Pendant ce temps, les chansons purent être répétées à souhait avant l'entrée en studio, ce qui causa finalement un sentiment de lassitude qui frustrait le groupe : « Toutes ces chansons étaient prêtes, on les aimait vraiment, mais c'était comme si on les connaissait trop bien », explique Thom Yorke dans Exit Music: A Radiohead Story, une biographie de Mac Randall, « d'une manière assez étrange, on a donc du réapprendre à les apprécier comme au début avant de les enregistrer ». Les premiers mois de studio s'avérèrent difficiles à gérer sous la pression que représentait l'élaboration d'un album qui devait faire suite au succès de Pablo Honey, tandis qu'EMI réclamait l'achèvement des travaux pour octobre 1994. De même, l'on conseilla vivement à Radiohead de sortir le single principal de l'album expressément, alors que la production hésitait entre quatre titres « candidats » sur lesquels le groupe s'attela corps et âme : Sulk, The Bends, Just et (Nice Dream). Et c'est dans une ambiance des moins productives que l'album commença à s'échafauder. « Tout le monde s'arrachait les cheveux en gémissant « C'est toujours pas ça! » », raconte Leckie, « On se tuait à la tâche ». Parallèlement, le processus fut ralenti par les expérimentations de Jonny Greenwood qui cherchait à trouver un « son vraiment particulier » pour sa guitare, alors que Leckie était persuadé que c'était déjà le cas. Ainsi, tout ce que le groupe était en mesure de dévoiler lorsqu'une compagnie du label venait jeter un œil à l'avancement de l'album, se résumait à « un son de batterie ou un truc du genre ».
Alors que les tensions entre les membres du groupe (plus particulièrement entre Yorke et le reste de la bande), étaient au plus haut, et que l'on envisageait un « break », Leckie suggéra au chanteur d'enregistrer quelques chansons à l'écart. En mai, le groupe partit en tournée jusque mi-juin, tour qui prit rapidement la forme du « break » proposé auparavant. L'album fut poursuivi dans le complexe rural du milliardaire Richard Branson, le « Manoir », où le groupe se décida à prendre les choses en mains. Le travail avançant beaucoup plus vite que lors des mois précédents, Leckie affirmait que la tournée avait été un moyen pour tout le monde de retrouver de l'assurance. La touche finale fut apportée aux studios londoniens d'Abbey Road, avec quelques mixages réalisés par Leckie. The Bends marqua le début de la collaboration du groupe avec le graphiste Stanley Donwood, qui signera toute leur discographie future, ainsi que quelques projets personnels des membres (dont ceux de Jonny Greenwood). Donwood et Yorke travaillèrent en commun pour cet album, le chanteur se créditant du pseudonyme de The White Chocolate Farm, qu'il raccourcira plus tard en Tchock. Alors que ce dernier avait dans l'idée de représenter un poumon d'acier (en référence à leur titre-phare My Iron Lung) sur la pochette, le résultat final fut obtenu à partir d'un mannequin médical dont le visage fut remplacé par celui de Yorke. Ce sera le dernier album présentant des photos du groupe. Accueilli par une critique largement satisfaite, cet album, bien que marqué par plus de reconnaissance que Pablo Honey, ne parvint cependant pas à rebondir sur le succès commercial du hit Creep. Le dernier extrait de l'album, Street Spirit (Fade Out), fut tout de même leur premier single classé dans le « Top 5 » anglais, l'album atteignant au plus haut la 88e place des charts américains. Ainsi, bien qu'il n'ait pas été marqué par le succès fulgurant qui caractérisera par la suite chaque parution du groupe, The Bends est certifié trois fois platine en Grande-Bretagne et au Canada, et platine aux États-Unis et en Europe. Du fait du grand retentissement qui entoura la sortie des premiers albums de Radiohead, il est encore aujourd'hui considéré comme un des produits artistiques majeurs des années 1990, (à ce titre, Matthew Bellamy, leader du groupe alternatif Muse, le citera par exemple comme l'un des plus grands albums de cette décennie avec le Nevermind de Nirvana). En 1995, le groupe va alors entamer une tournée mondiale en première partie des grands artistes du moment : Alanis Morissette et R.E.M.. Le groupe va ensuite entamer sa propre tournée qui va les amener à donner plus de 200 concerts entre janvier 1995 et juillet 1996.

### OK Computeret célébrité (1996-1998)

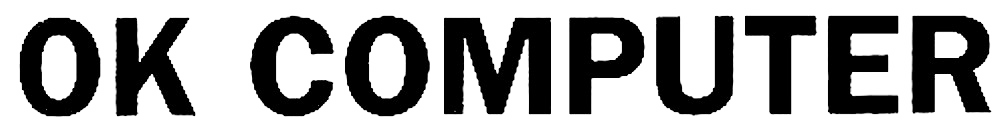
Titre de l'album OK Computer.

Deux ans après The Bends, Radiohead sort l'album OK Computer. Sorti le 16 juin 1997 au Royaume-Uni et le 1er juillet aux États-Unis, il a été enregistré dans un manoir à Bath, ainsi que dans l'Oxfordshire. Le groupe décida après le succès de leur précédent opus de s'auto-produire en partie. Cependant, les sessions d'enregistrement inclurent également la participation du producteur Nigel Godrich, déjà présent durant la période The Bends, et qui deviendra plus tard le producteur attitré du groupe. Nigel conseillera alors la bande dans leurs choix de matériel d'enregistrement, qu'ils achèteront eux-mêmes : « Le seul concept que nous avions pour cet album était de l'enregistrer loin de la ville et avec nos propres ressources », expliquera ainsi le bassiste Colin Greenwood au magazine Circus après la tournée de l'album. Dès sa sortie acclamée par les critiques et le public, en tête de toutes les listes de « meilleurs albums », le troisième album du groupe devient rapidement un classique. Le Q magazine a par exemple en 2001 classé l'album numéro 1 dans une liste des 50 meilleurs albums des quinze dernières années.
Pour éviter les tensions qui avaient animé les enregistrements de The Bends, EMI décide de ne pas imposer une limite de délai pour cet album. Cependant, il apparait bien vite de nombreux désaccords au sein de la formation, surtout dus au choix du lieu de répétition. Alors que Yorke, la « voix forte », attribue surtout le problème à la proximité de l'endroit avec les demeures des autres membres, le guitariste Jonny Greenwood se plaint du manque de nourriture et de l'insalubrité des sanitaires. Cependant, les compositions avancent correctement, et le départ du Canned Applause Studio se signa alors que quatre titres étaient déjà écrits (Electioneering, Subterranean Homesick Alien, No Surprises et The Tourist ; ainsi que Lucky, une chanson déjà parue sur l'album de charité The Help Album, en 1995).
Mi-1996, le label propose au groupe de participer aux premières parties de la chanteuse Alanis Morissette sur une tournée de 13 jours, durant laquelle plusieurs ébauches de OK Computer sont interprétées. Ainsi, la maquette du futur single Paranoid Android, au départ longue de près d'un quart d'heure et comportant de longs solos d'orgue, évolue petit à petit en une version bien plus courte et beaucoup plus proche de celle de l'album.
Le retour aux sessions d'enregistrement se fait en septembre 1996 à St Catherine's Court, célèbre manoir de la ville de Bath et propriété de l'actrice Jane Seymour. L'ambiance particulière de cette vaste demeure coupée du monde extérieur permet au groupe d'étoffer leur son en jouant sur l'acoustique de l'endroit par exemple (les parties vocales de Exit Music (For a Film) sont ainsi enregistrées dans une cage d'escalier en pierre, pour profiter de la réverbération naturelle ; de même, Let Down sera pris à 3h du matin dans une salle de danse) mais aussi en disposant de plus de temps libre pour se consacrer pleinement à la musique : « La plus grosse pression était de finaliser [les enregistrements] », expliquera plus tard le guitariste Ed O'Brien au magazine Select, lors d'une interview de décembre 1997. « Nous n'avions aucun délai imposé et donc tout notre temps pour faire ce que nous voulions. Nous retardions donc la chose, car nous étions un peu inquiets de mettre un terme à tout ça ».
La fin des enregistrements est marquée par une satisfaction globale de la part des membres du groupe ; Yorke explique plus tard que « Dans une grande maison de campagne, on n'a pas ce problème de mixage stérile des années 1980… il n'y avait pas ce désir de stabilité parfaite et que chaque instrument soit enregistré séparément ». De son côté, O'Brien apprécie également le fait que la majorité des morceaux ont été enregistrés en « live », ajoutant « [qu'il détestait] faire des « overdubs », car le rendu n'est pas naturel. Il y a quelque chose de plus quand on joue en live ; juste en se regardant jouer et se dire qu'il y a d'autres gars avec qui tu partages ça ». En octobre, le groupe retourne au Canned Applause Studio pour quelques répétitions, avant de finir les enregistrements au manoir. À Noël 1996, l'album est réduit à 14 pistes. Les parties « cordes » sont enregistrées aux studios Abbey Road en janvier 1997 à Londres, et le mixage final de l'album est réalisé dans divers établissements de la capitale.
Finalement c'est un album à atmosphère inattendue pour l'époque qui sort des studios. Un album expérimental, pop et ambiant, s'inspirant de la musique électronique tout en conservant une base rock nerveuse, parfois violente, souvent sombre. Malgré ses côtés singuliers l'album contient de nombreux classiques du groupe, comme Exit Music (For A Film) qui sera le générique de fin du film Roméo + Juliette. No Surprises, utilisé lui de manière récurrente dans le film de Cédric Klapisch L'Auberge espagnole, ou encore Karma Police et Paranoid Android, par ailleurs désignée meilleure chanson des 15 dernières années par le magazine NME en 2011.
Une tournée de plus de 120 concerts se tient entre mai 1997 et avril 1998. Cette tournée est difficile pour le groupe qui ne supporte pas les conséquences de la célébrité, comme en témoigne le film Meeting People Is Easy, réalisé par Grant Gee l'année suivant la sortie de OK Computer. Leur seule performance après cette tournée, en 1998, est un concert d'Amnesty International à Paris en décembre. La tournée terminée, le groupe s'enferme dans un silence de deux ans. Durant cette période, le groupe est proche de la séparation et Thom Yorke souffre de dépression sévère.

### Kid A,Amnesiacet nouvelle ligne musicale (1999-2001)

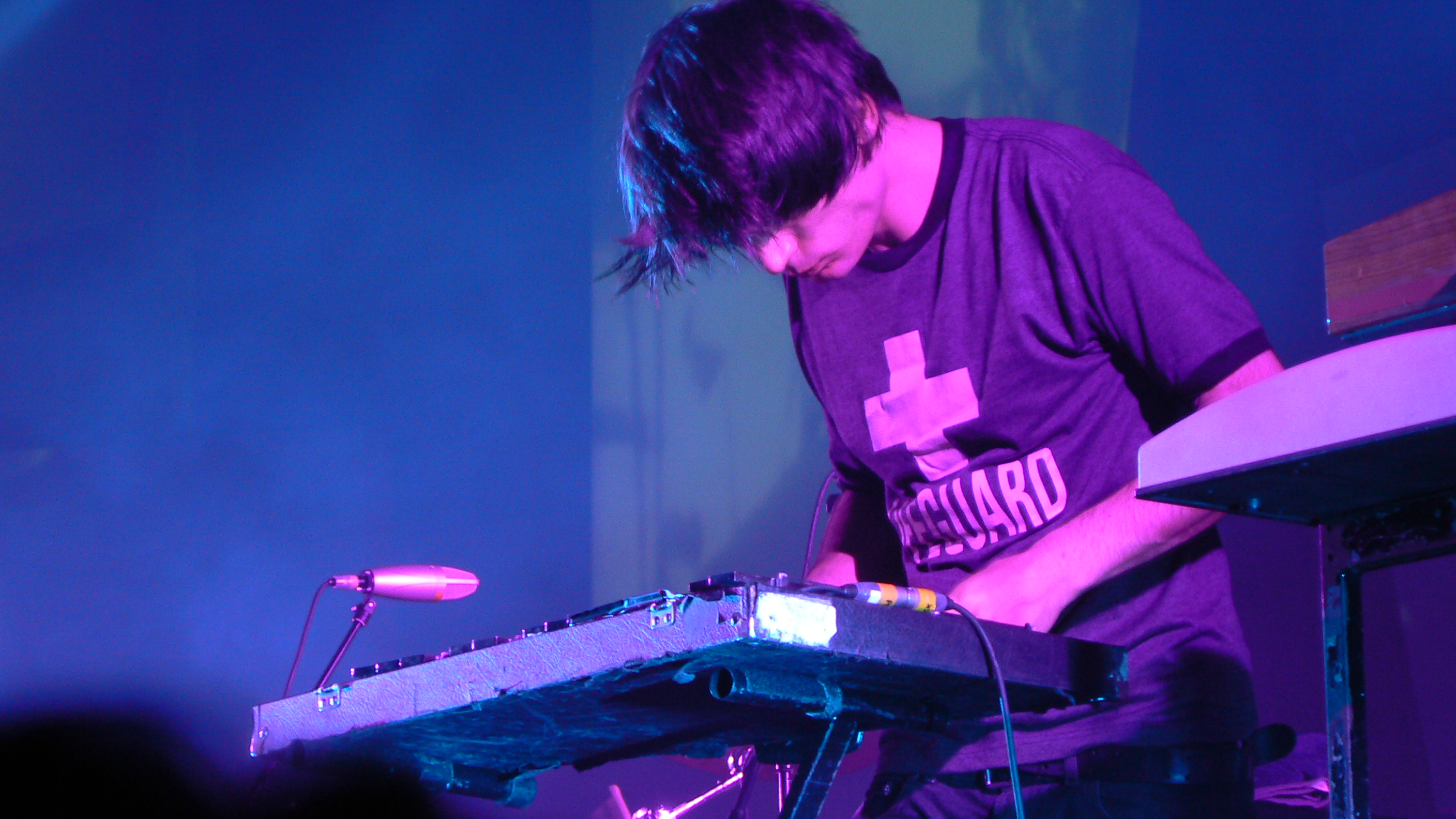
Jonny Greenwood, guitariste principal de Radiohead, est multi-instrumentiste. Il utilise par exemple le glockenspiel en studio et en concert.

Début 1999, le groupe commence à travailler sur son prochain album. Bien que le succès d'OK Computer ait conduit à moins de pression de la part de leur label, la tension est forte. Les membres du groupe ont des aspirations différentes au futur de Radiohead, et Yorke tombe dans le syndrome de la page blanche, l'emmenant vers une écriture plus abstraite et fragmentée. Radiohead s'isole avec son producteur Nigel Godrich dans différents studios à Paris, Copenhague et Gloucester et dans son nouveau studio à Oxford. Finalement, les membres du groupe s'accordent sur une nouvelle orientation musicale et redéfinissent leurs rôles instrumentaux. La musique du groupe est plus expérimentale, avec l'arrivée de l'électronique et du free-jazz. La voix du chanteur est triturée à travers des effets et les guitares s'effacent dans Kid A au profit des samples. Thom Yorke explique, à l'occasion de la sortie d'Hail to the Thief que l'apparition d'effets sur sa voix était due au fait qu'il ne l'aimait plus et qu'il avait du mal à l'assumer. En effet il supportait mal la façon dont sa voix si particulière pouvait le caricaturer et être réutilisée par de nombreux chanteurs. Par ailleurs, Ed O'Brien explique le virage pris par le groupe par le fait qu'il ne se voyait pas jouer continuellement des chansons aux allures rock comme celles présentes sur OK Computer ou The Bends, qu'il finissait par s'ennuyer et qu'il considérait le renouveau indispensable pour la survie du groupe. Par ailleurs, malgré le côté très électronique de ces albums, la possibilité de jeu sur scène a sans cesse été étudiée.
En avril 2000, les enregistrements se terminent après dix-huit mois passés en studio. Kid A et Amnesiac sortent avec seulement quelques mois d'écart : octobre 2000 pour Kid A et juin 2001 pour Amnesiac.
Kid A se distingue d'OK Computer par un style minimaliste et plus texturé, avec une instrumentation plus diverse comportant par exemple des ondes Martenot, des boites à rythme, des cordes et des cuivres. L'album démarre à la première place dans de nombreux pays, y compris aux États-Unis où ses débuts en tête du classement Billboard marquent une première pour le groupe. C'est également la première fois, depuis les Spice Girls en 1996, qu'un album Britannique se classe premier dans les charts Américains. Ce succès est attribué à plusieurs éléments : à la promotion de l'album, à la fuite de l'album sur la plateforme de musique Napster quelques mois avant sa sortie, et à l'attente très importante du disque après le succès d'OK Computer. Bien que Radiohead n'ait pas sorti de singles de Kid A, des promos d'Optimistic et d'Idioteque sont diffusées à la radio et des courtes vidéos appelées « blips » sont diffusées sur des chaines musicales et librement sur internet. Après avoir lu le livre No Logo de Naomi Klein, best-seller de l'altermondialisme, le groupe décide de continuer sa tournée en Europe en jouant sous une tente sans publicité.
Kid A reçoit un Grammy Award du meilleur album alternatif et une nomination pour l'album de l'année début 2001. Il reçoit à la fois éloges et critiques dans le milieu de la musique indépendante pour s'être approprié des styles de musique underground; des critiques traditionnels décrivent Kid A comme « une lettre d'adieu commerciale », le jugent « intentionnellement inaccessible » et prônent un retour à un style proche d'OK Computer,. Le public de Radiohead est également partagé ; alors qu'une partie des fans est perplexe voire consternée, beaucoup d'autres voient l'album comme le meilleur du groupe,. Yorke nie cependant que Radiohead ait souhaité s'affranchir des attentes d'un style plus commercial de la part du public : « J'étais vraiment choqué de la façon dont [Kid A] a été perçu. […] parce que la musique qu'on a produite n'est pas si inaccessible que ça. On essaie pas d'être incompréhensibles. On essaie juste de nous exprimer, mais en quelque sorte, apparemment, on a gonflé pas mal de gens. Ce qu'on fait n'est pas si radical que ça ». L'album est, depuis, considéré comme un des meilleurs albums de tous les temps par des revues comme le Time ou Rolling Stone,. Kid A est considéré comme le meilleur album de la décennie 2000 par les magazines Rolling Stone et Pitchfork ainsi que par The Times,,.
Amnesiac sort en juin 2001. Il atteint la place numéro un dans les charts Britanniques, est deuxième aux États-Unis et est nommé pour un Grammy Award et un Mercury Prize,. Il inclut des titres issus des sessions d'enregistrement de Kid A ainsi qu'un titre enregistré après la sortie de Kid A, Life in a Glasshouse enregistré avec Humphrey Lyttelton. Une chanson, Morning Bell, apparaît sur les deux albums avec deux interprétations différentes, correspondant aux atmosphères respectives des deux albums. Selon les descriptions du groupe, Kid A est semblable à la vision d'un feu au loin, tandis que Amnesiac est une vision au sein-même de ce feu. Les deux albums forment un diptyque assez cohérent mais on peut toutefois noter qu'Amnesiac est un peu plus pop que Kid A, avec notamment la présence de chansons telles que Knives Out ou Pyramid Song. Les musiciens partent ensuite en tournée américaine et invitent un de leurs groupes préférés, The Beta Band, pour jouer en première partie de leurs concerts. Un album live ; I Might Be Wrong: Live Recordings, sort en novembre 2001 et comprend sept titres de Kid A et Amnesiac, ainsi qu'un titre acoustique, True Love Waits, qui n'est pas commercialisé.

### Hail to The Thiefet départ de Parlophone (2003-2004)

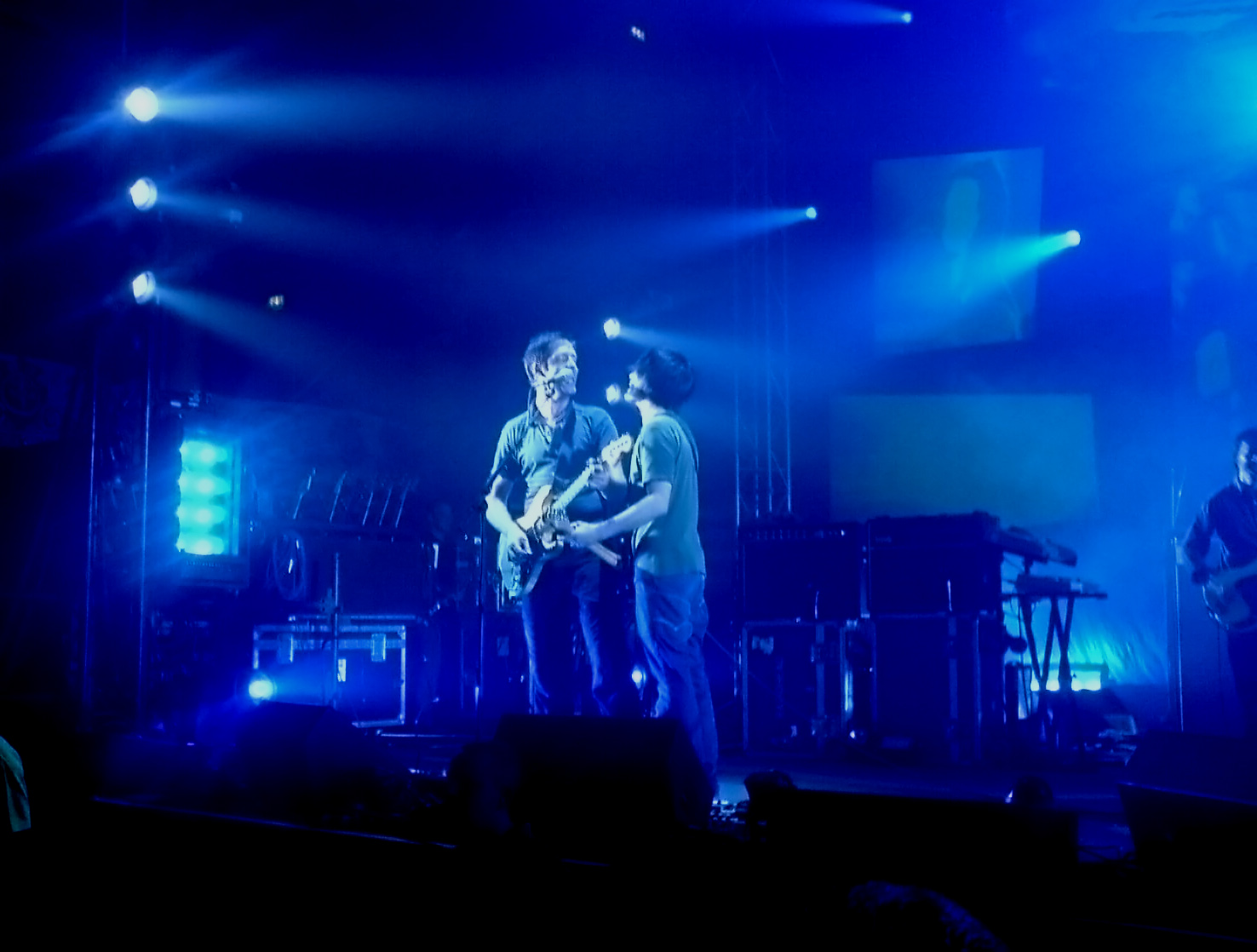
Ed O'Brien et Jonny Greenwood, lors d'un concert à Blackpool en 2006.

En 2003, le groupe sort son sixième album, Hail to the Thief, au contenu éclectique : tantôt rock (There There, 2+2=5), mélancolique (I Will, Sail to the Moon), pop (Go to Sleep, A Wolf at the Door) ou électro (Backdrifts, The Gloaming). Enregistré en deux semaines, il apparaît plus spontané et est d'une approche plus facile que Kid A et Amnesiac. Cet album marque le retour à une place imposante des guitares, plutôt délaissées dans Kid A et Amnesiac. La composition de cet album est dans l'ensemble plus « classique » pour un groupe de rock, malgré la présence de chansons rappelant l'univers des deux albums précédents comme The Gloaming. Bien que cet album ne soit pas, aux dires du chanteur, un album politique, on peut noter une certaine influence extérieure de la société et du monde politique dans les paroles et dénoter la colère qui se dégage de beaucoup de chansons (A punchup at a wedding, 2+2=5).
À l'occasion de la promotion faite pour la sortie de l'album, le chanteur principal Thom Yorke a déclaré que le groupe a modifié ses méthodes d'enregistrement pour cet album. En effet, à la différence de Kid A et Amnesiac pour lesquels l'enregistrement a été laborieux du fait de la volonté du groupe de creuser vraiment chaque aspect de la musique pour chaque chanson, Thom Yorke a déclaré avoir laissé plus le groupe aller à l'instinct et à l'impulsion du moment sans trop chercher à réfléchir. Le rendement d'enregistrement était en effet proche d'une chanson par jour. Cet album est le dernier à être sorti sous le label Parlophone et à la suite de celui-ci le groupe a entamé une période pour l'instant ininterrompue de travail avec le label indépendant XL. 78 concerts ont été joués pour cette tournée qui s'est tenue entre mai 2003 et mai 2004.

### In Rainbowset début du travail indépendant (2005-2009)

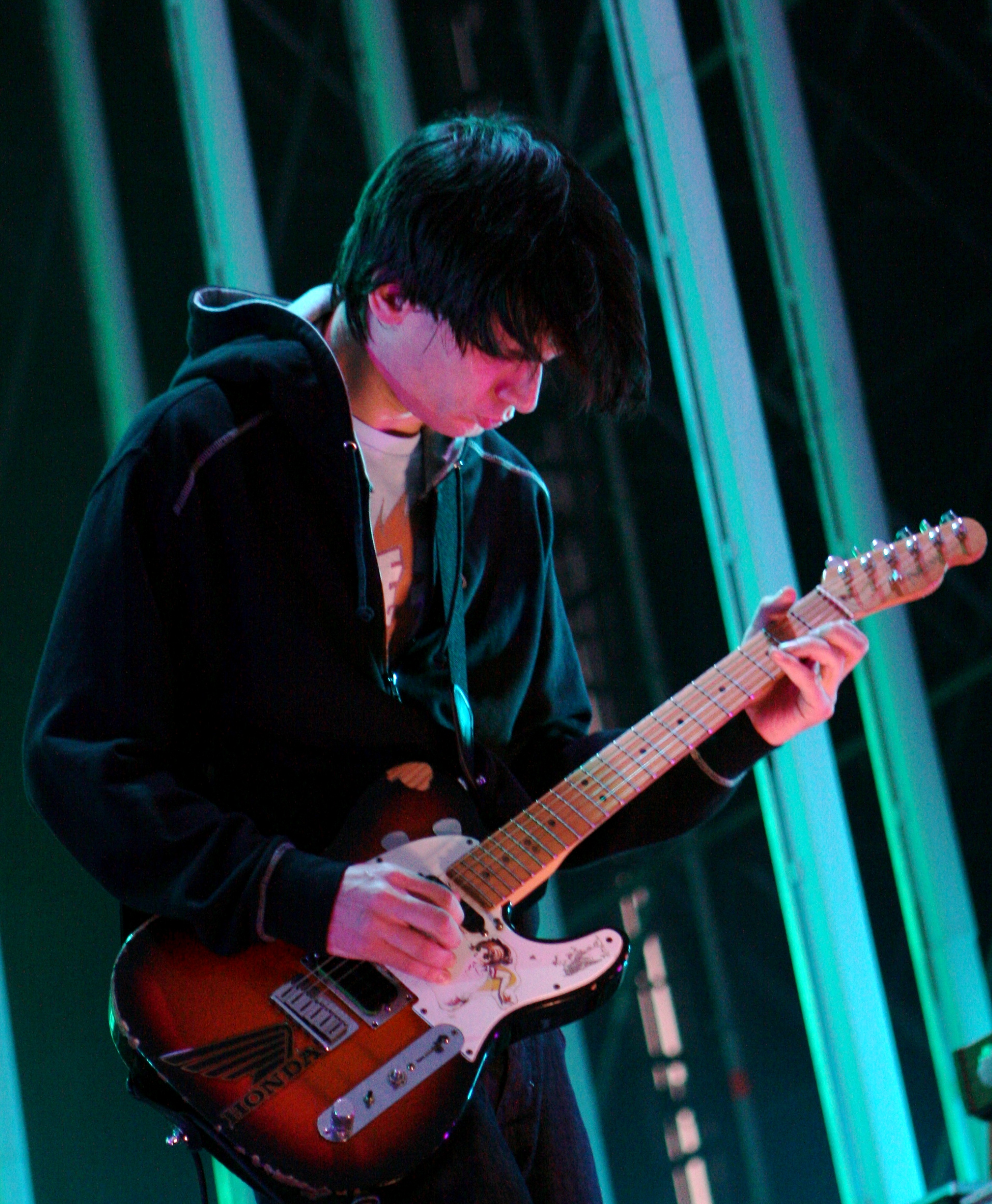
Jonny Greenwood, à Barcelone, Espagne, en 2008.

Le groupe, alors sans contrat avec une maison de disques, travaille sur un nouvel album dès 2005. Le retour en studio, autour du mois de mars, se montra difficile. Le groupe se sépara d'abord de Nigel Godrich, leur producteur de longue date, et suivirent des tensions internes qui incita presque les membres à un véritable split temporaire. Le producteur Mark Stent fut réquisitionné un temps à partir de décembre 2005 mais la collaboration ne porta pas ses fruits.
Les enregistrements filmés en direct via webcam et dispensés sur leur site DeadAirSpace.com montrèrent que les sessions s'éternisaient : « Nous avons passé un long moment en studio à errer, on perdait notre temps et c'était extrêmement frustrant, explique Thom en 2006. Il fallait qu'on retrouve un certain challenge, les choses ont bougé, et on a décidé de repartir en tournée ».
Reprenant le chemin des studios en septembre 2006, le groupe retrouve Godrich et emménage dans le Tottenham Court House, un manoir abandonné dans la région du Wiltshire autour duquel les membres logeront de manière modeste dans des caravanes. L'ambiance se dégageant de ces locaux aura un impact notable sur les compositions : « Une atmosphère très étrange […], ça ressemblait à un centre de désintoxication, raconte Thom dans une interview radio en 2008. Abandonné était un euphémisme ; des trous dans le sol, le toit fuyait, les fenêtres n'avaient plus de volets. […] Je ne saurais dire si c'était hanté, mais c'était vraiment très étrange. Le genre d'endroit où tu ne préfères pas traîner ».
L'enregistrement s'y déroulera sur tout l'automne de 2006, avec des parties supplémentaires effectuées dans les Hospital studios de Godrich, dans les quartiers londoniens de Covent Garden (notamment pour la chanson Reckoner).

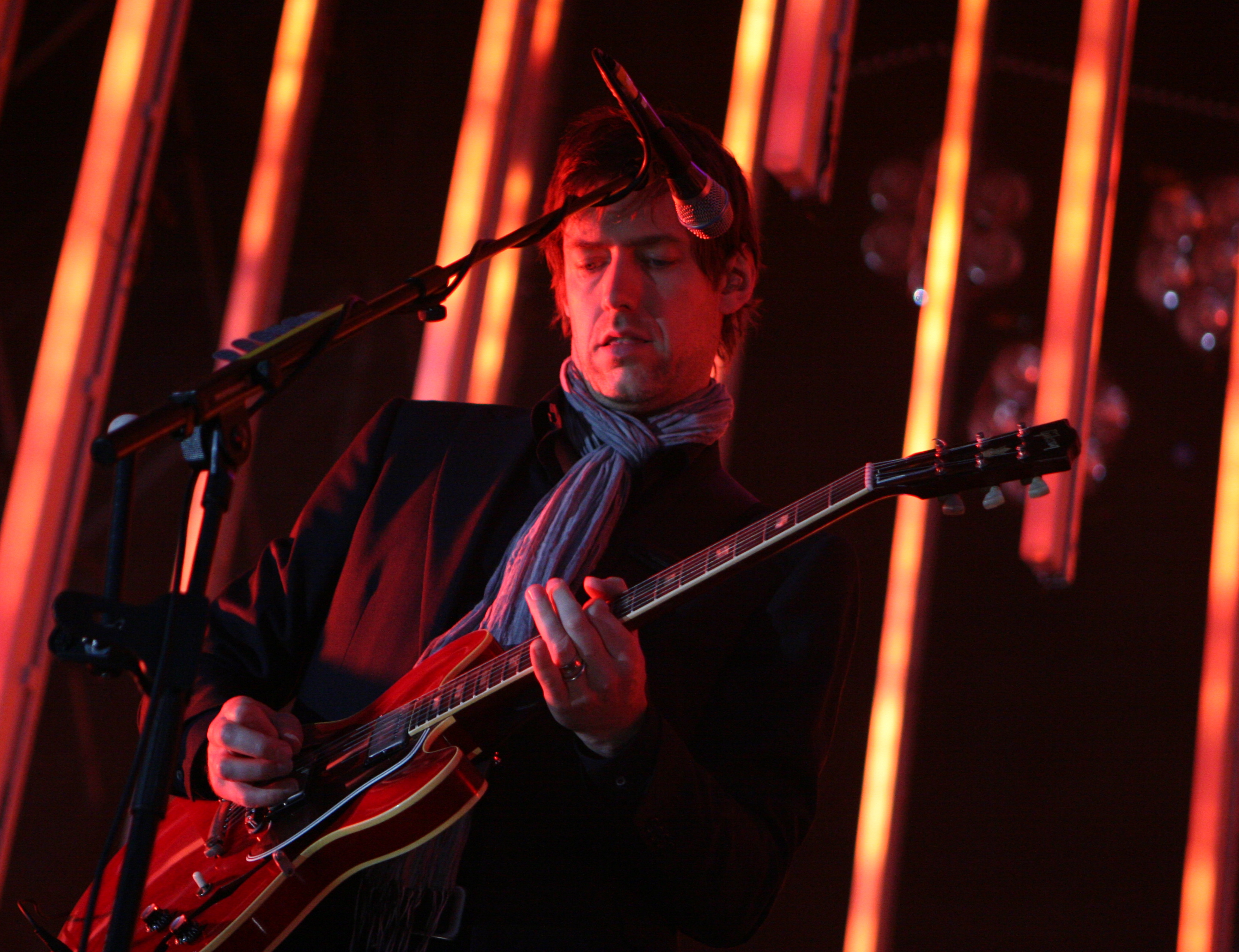
Ed O'Brien en 2008.

Le groupe annonce la sortie de son nouvel album In Rainbows le 1er octobre 2007, par le biais d'un message posté sur son blog. Cet album est sorti seulement 10 jours plus tard, et, dans un premier temps, uniquement par téléchargement. Cette méthode de distribution est très remarquée car le groupe permet à l'internaute de choisir librement son prix d'achat. La publication avec un prix libre est une première pour un groupe de cette notoriété. Radiohead fait les gros titres dans le monde entier et suscite un débat sur les implications du prix libre pour l'industrie de la musique. Selon Mojo, la sortie est « saluée comme une révolution dans la façon dont les groupes importants vendent leur musique », et la réaction des médias était « presque totalement positive ». Le Time qualifie cette publication avec un prix libre comme « la sortie la plus importante de l'histoire récente de l'industrie musicale ». Toujours via le site consacré à la sortie de cet album, il est également possible de commander pour le 3 décembre 2007 une version CD de cet album, augmentée d'un deuxième disque comportant huit titres inédits, de deux disques vinyles et d'un livret. In Rainbows est par la suite sorti de manière plus classique chez les disquaires le 31 décembre 2007.
Cette expérience de distribution alternative est un succès financier, leurs revenus étant supérieurs à ceux engendrés par l'album précédent. Cependant le groupe ne recommencera plus, expliquant que l'attention des médias s'est trop focalisée sur ce mode de distribution au détriment du contenu du disque.
D'un point de vue musical, In Rainbows délaisse à la fois les sonorités électroniques (hormis sur 15 Step) et le rock (hormis sur Bodysnatchers) afin de partir dans un horizon plus calme, plus posé et parfois pop (Jigsaw Falling into Place). Il semble être une bonne synthèse des voies explorées par le groupe tout au long de sa carrière.
Plus de 60 concerts ont été joués lors d'une nouvelle tournée mondiale qui s'est tenue entre janvier 2008 et août 2009.

### Retrait, best-of et projets solo (2009-2011)
Le 24 mars 2009, un best-of ainsi que les trois premiers albums du groupe sont réédités, agrémentés de nombreux titres (b-sides, maquettes, et morceaux enregistrés en direct). En tout, chaque réédition comprend 2 CD et un DVD. Cette réédition s'est faite par EMI - qui dispose toujours des droits d'édition sur les six premiers albums de Radiohead - et non pas par le groupe lui-même, qui n'a pas marqué son accord et a déclaré dans des interviews ne jamais vouloir sortir de best-of ; cela nuirait à la musique en tant qu'un ensemble.
Mi-mai 2009, le bassiste Colin Greenwood a confirmé que le groupe était retourné en studio. Dans le numéro de juillet/août du magazine The Believer, Thom Yorke s'est montré critique sur l'avenir du format CD, et sur la volonté du groupe à créer un nouvel album dans un futur proche. Cette attitude s'est confirmée par l'utilisation de moyens plus disparates pour diffuser la musique du groupe : ainsi, à l'été 2009, deux chansons ont été proposées uniquement en téléchargement sur le site du groupe, These Are My Twisted Words (disponible gratuitement) et Harry Patch (In Memory of), une chanson en hommage au vétéran Harry Patch. Une autre ancienne chanson inédite du groupe, Feeling Pulled Apart by Horses (connue auparavant comme étant la première version de la chanson Reckoner), est enregistrée par Thom Yorke seul : elle est sortie cette fois uniquement sur un single vinyle accompagné d'une seconde chanson inédite (The Hollow Earth).
Après plusieurs mois de silence pendant lesquels les membres du groupe se sont surtout consacrés à leurs projets solos (notamment Phil Selway, et Thom Yorke avec son groupe Atoms for Peace), le guitariste du groupe, Ed O'Brien, a plus récemment affirmé que le groupe prévoyait la sortie de son huitième album avant la fin de l'année 2010.

### Retour avecThe King of Limbs(2011-2012)

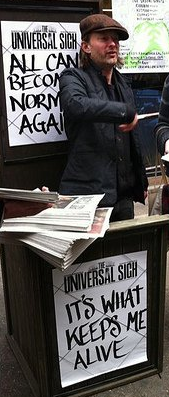
Thom Yorke, faisant la promotion de l'album dans les rues de Londres en mars 2011.

Le 14 février 2011, Radiohead annonce via son site officiel la sortie de son huitième album The King of Limbs (évocation d'un chêne millénaire dans le Wiltshire) qu'ils annoncent comme étant probablement le premier « Newspaper Album ». L'album est disponible en version numérique à partir du 19 février 2011. L'album est finalement disponible la veille numériquement, ainsi que le clip de Lotus Flower où l'on observe Thom Yorke effectuer une étrange chorégraphie. À la surprise générale, Radiohead est déjà en studio afin de travailler sur des nouveaux morceaux. Jonny Greenwood a confirmé la nouvelle lors d'un entretien avec BBC Radio 6 Music : « Nous enregistrons pour le moment. Nous répétons un peu et jouons de la musique en essayant de figurer ce que nous ferons ensuite. Nous avons cessé de planifier à long terme et nous nous concentrons à faire de la musique, nous demandant ensuite dans quelle direction aller. » La sortie des deux singles Supercollider et The Butcher a suivi de peu la sortie de l'album.
Le 16 septembre 2011 est sorti un double album de remixes par de nombreux artistes de The King of Limbs. Intitulé TKOL RMX 1234567, ce double album comprend plus d'une heure quarante de musique. Le titre Bloom a par exemple été remixé cinq fois par des artistes différents. L'accueil critique de ces remixes, bien que nettement moins bons que pour l'album original, demeure dans l'ensemble positif,,.

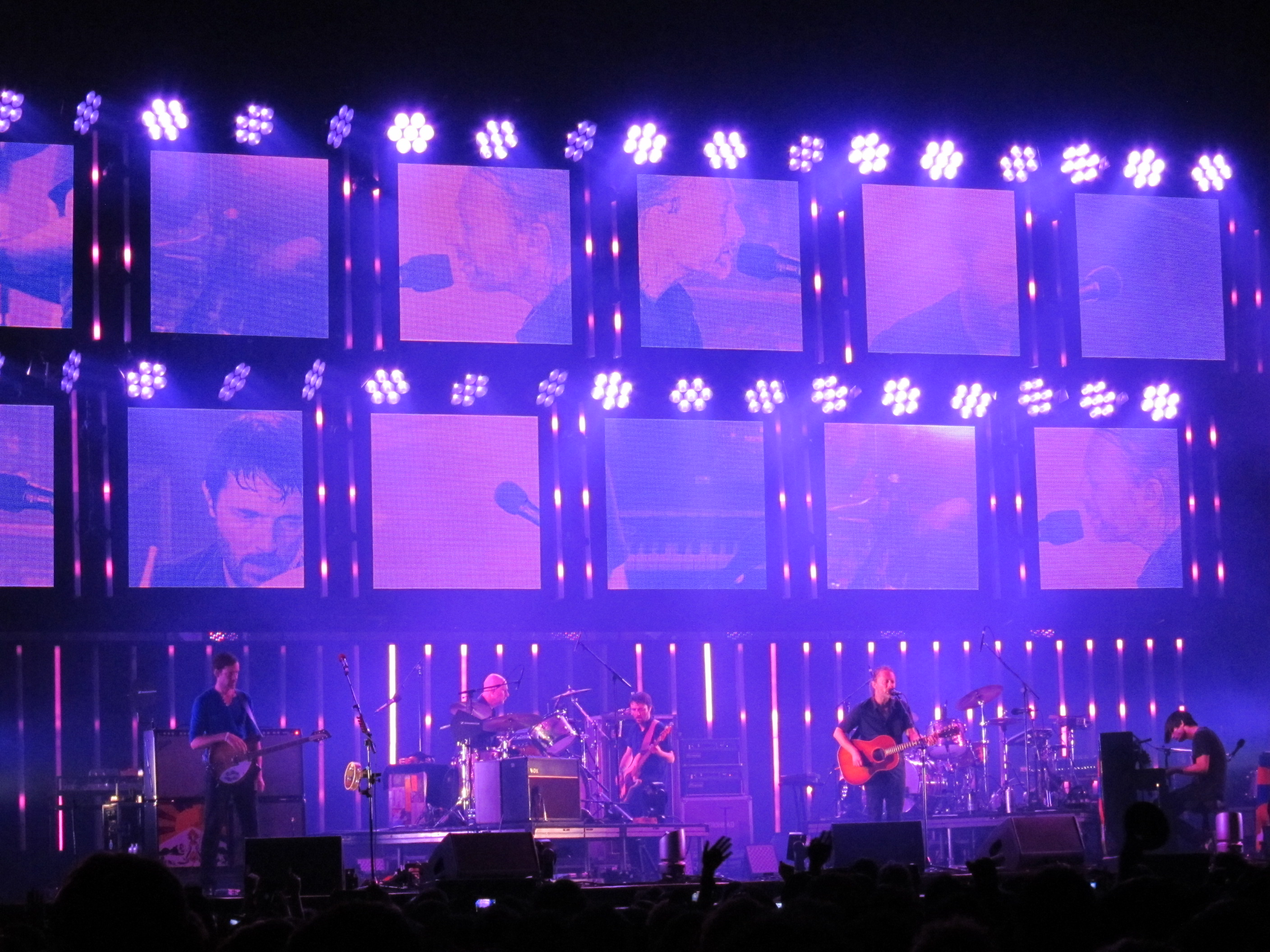
Ici, à Taipei, la scène provisoire, inaugurée à Nîmes, remplaçant l'ancienne effondrée.

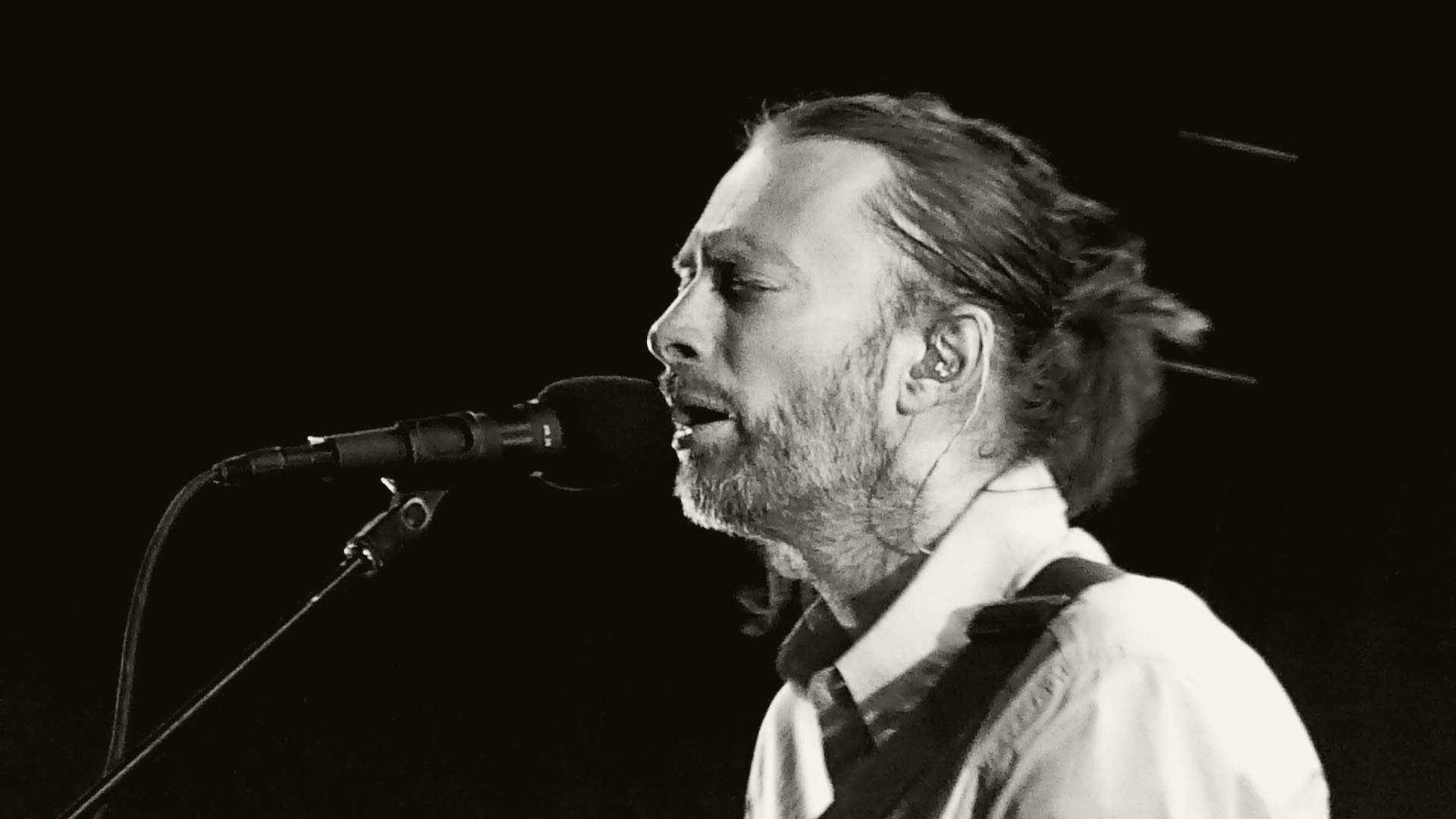
Thom Yorke, aux Arènes de Nîmes, en juillet 2012.

Les rythmes complexes de The King of Limbs poussent Phil Selway à contacter le batteur indépendant Clive Deamer qui a notamment joué avec Portishead et Robert Plant. Radiohead va ainsi, lors des différents shows dans lesquels il apparaît à partir de 2011, se produire avec deux batteurs. Début novembre 2011, le groupe annonce sur son site officiel la sortie d'un DVD, Live From the Basement. Ce DVD reprend des prestations live, enregistrées en studio, de l'album The King of Limbs. D'abord exclusivement vendu sur leur site internet, le DVD paraît dans le commerce en janvier 2012. Le groupe annonce une tournée ainsi que la sortie d'un nouvel album en 2012. Le groupe donne plusieurs concerts aux États-Unis de février à mars 2012. Le groupe continue ensuite sa tournée dans le monde entier jusqu'à novembre 2012. Le guitariste Ed O'Brien indique que le groupe jouera seulement dans des salles fermées car la complexité de leur musique nécessite un son clair et fort impossible à obtenir en extérieur. Malgré cela, beaucoup de dates de la tournée se dérouleront finalement en extérieur. En décembre 2011, Radiohead met en ligne deux nouveaux titres, The Daily Mail et Starcaise. Plus que de véritables nouveaux morceaux, puisqu'ils sont joués lors du live The King of Limbs : From the basement ; il s'agit des versions remastérisées de ces prestations. Les deux morceaux sont en vente sur Internet au prix de 1,50 £.
Le 27 février 2012 débute la tournée de The King of Limbs à Miami. À cette occasion, outre le retour de chansons rarement jouées sur scène telles que Airbag, deux nouveaux morceaux sont interprétés (Cut a Hole et Identikit). Cette tournée aux États-Unis se poursuit jusqu'au début du mois de juin 2012 et le groupe Other Lives est alors prévu pour assurer toutes les premières parties du groupe en Amérique du Nord. Le concert prévu pour le 16 juin 2012 à Toronto est annulé à la suite de l'effondrement de la scène, qui tue le technicien batterie du groupe, Scott Johnson, et qui en blesse trois autres. Le groupe réagit sur son site officiel, par l'intermédiaire de Phil Selway qui déclare que le groupe s'est trouvé attristé par la perte d'un ami et d'un collègue. À la suite de l'effondrement de la structure de la scène, le groupe se trouve dans l'incapacité d'assurer ses concerts pendant plusieurs semaines et huit dates de la tournée européenne qui devaient avoir lieu en Allemagne, en Italie et en Suisse au cours des mois de juin et juillet sont annulés. Ces dates sont par la suite reportées au mois de septembre 2012.
Le groupe se produit pour deux concerts aux Arènes de Nîmes les 10 et 11 juillet 2012. Ces concerts marquent la reprise de la tournée européenne du groupe, stoppée depuis l'accident de Toronto. À l'occasion du premier concert, le groupe rend un hommage appuyé à leur collègue décédé en projetant notamment sa photo sur les écrans géants lors du dernier morceau, Reckoner. Les deux dates à Nîmes sont également marquées par les premières performances live du morceau instrumental Treefingers issu de l'album Kid A. Ce morceau, interprété uniquement par Thom Yorke, Ed O'Brien et Jonny Greenwood est perçu par les observateurs comme un autre hommage fait à Scott Johnson. Pour ces deux concerts à Nîmes, toutes les places seront vendues en quelques minutes seulement.
58 concerts ont lieu pour la tournée qui se déroule entre février et novembre 2012.

### Projets en solo et préparation du neuvième album (2013-2016)

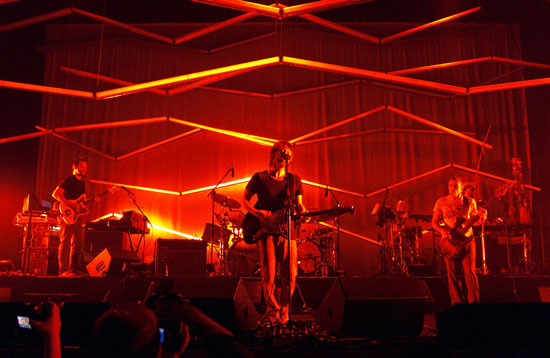
Atoms For Peace, autre groupe de Thom Yorke, en concert en 2010.

Après la tournée The King of Limbs, le groupe décide de faire une nouvelle pause pour permettre l'aboutissement de certains projets parallèles. Ainsi Amok, le premier album du supergroupe Atoms For Peace formé autour de Thom Yorke en 2009 est sorti le 25 février 2013. Ce groupe, avec lequel Thom Yorke avait déjà tourné en 2009-2010, va de nouveaux donner quelques concerts durant l'année 2013. Colin Greenwood annonce au printemps 2013 à la BBC 6 Music que Radiohead devrait se retrouver et commencer l'écriture de leur prochain album en septembre 2013. Cette information a pourtant été démentie par Thom Yorke lui-même, qui confie ne pas croire à un retour du groupe avant 2014.
L'activité du groupe sur internet continue sur cette même période : le 11 février 2014, ils lancent l'application PolyFauna, pour iOS et Android. En avril 2014, dans une interview donnée au Nashville Scene, Jonny Greenwood confirme le début du travail sur le neuvième album studio du groupe pour l'été 2014 et, à propos de la lenteur du groupe à produire, le guitariste explique : « nous sommes un animal qui se déplace lentement, nous l’avons toujours été »,.
Le 26 septembre 2014, à la surprise générale, sort le deuxième album solo de Thom Yorke, intitulé Tomorrow's Modern Boxes. À cette occasion, un nouveau procédé est mis en place par Thom Yorke qui a rendu son album uniquement disponible sur internet, sur une plateforme Bit Torrent pour la somme de 6 $. De nouveau précurseur en matière de distribution de musique en ligne, l'intéressé entend « contourner les gardiens auto-proclamés du temple » et de permettre aux créateurs de vendre eux-mêmes leurs contenus. Le 6 octobre 2014 sort également un autre album solo d'un membre du groupe, celui de Phil Selway qui sort ainsi son deuxième opus personnel. Cet album, intitulé Weatherhouse, est nettement plus électronique que le précédent, quasiment exclusivement acoustique.
Le 25 décembre 2015, le groupe diffuse sur internet le morceau Spectre comme cadeau de Noël. Il s'agit d'un morceau inédit composé pour le film James Bond du même nom, et qui n'a pas été retenu par la production du long métrage. Le morceau sera présent en face B du single Burn the Witch, commercialisé le 16 mai 2016.

### A Moon Shaped Pool(depuis 2016)
Fin 2015, le groupe crée deux compagnies : Dawn Chorus LLP, le 7 octobre 2015, et Dawnnchoruss Ltd., le 25 février 2016. Cette stratégie économique ayant déjà été utilisée sur les précédents albums du groupe, les rumeurs de la sortie imminente d'un neuvième album se multiplient parmi le public comme les médias. Le 21 janvier, Radiohead annonce une tournée mondiale, du 20 mai au 9 octobre 2016. Malgré quelques témoignages présageant la sortie immédiate d'un nouvel album, le groupe dément.
Le 1er mai 2016, le groupe supprime son site internet et son contenu sur les réseaux sociaux. Cela est interprété comme un signe de sortie imminente du prochain album. La veille, quelques fans anglo-saxons avaient reçu, par courrier postal, un prospectus portant la mention « Sing a song of sixpence that goes/Burn the Witch/We know where you live », ainsi que le logo du groupe. Le vidéoclip du single Burn the Witch est réalisé en stop motion par Chris Hopewell ; celui-ci s'inspire ouvertement du film Le Dieu d'osier (1973) de Robin Hardy. Il s'avère en outre que les trois phrases inscrites sur le prospectus envoyé par courrier aux fans anglais sont extraites de cette nouvelle chanson. Le 6 mai, le vidéoclip du deuxième single, Daydreaming, réalisé par Paul Thomas Anderson, est mis en ligne accompagné de l'annonce de la sortie prochaine de l'album.
L'album intitulé A Moon Shaped Pool sort le 8 mai 2016 sur les principales plateformes numériques, à l'achat et en streaming, et le 17 juin en version physique. Une heure avant la publication officielle de l'album, celui-ci est accidentellement rendu disponible sur le Google Play Store laissant le public l'écouter et l'acheter. Il disparaît peu de temps après avant de revenir à l'heure prévue. À l'heure dite, l'album est diffusé dans son intégralité par Tom Robinson au cours de l'émission qu'il présente sur BBC Radio 6 Music. Cet album est le sixième no 1 du groupe sur le marché britannique.
Radiohead se lance ensuite, de mai à octobre, dans une tournée mondiale avec à nouveau Clive Deamer en batteur supplémentaire, à travers l'Europe, l'Amérique du Nord et le Japon, alternant entre des salles de plus ou moins grande capacité et toutes combles (comme le Zénith de Paris, la Roundhouse de Londres, le Madison Square Garden de New York, ou le Palacio de los Deportes de Mexico), et les grands festivals estivaux, notamment à Chicago, Berlin, Austin, Tokyo, Montréal ou Lisbonne. Radiohead reprend sa tournée A Moon Shaped Pool en mars 2017, d'abord aux États-Unis puis en Europe, avec là encore, des participations à des grands festivals et des concerts dans des arènes. Elle est notamment ponctuée par leur retour dans les festivals de Coachella puis de Glastonbury pour la première fois depuis 2003, le 23 juin 2017 et Rock Werchter le 30 juin 2017. Le dernier concert de cette tournée a lieu à Tel Aviv le 19 juillet 2017. Ce concert suscite la controverse en raison de l'appel au boycott d'Israël par le mouvement Boycott, désinvestissement et sanctions, auquel souscrivent plusieurs personnalités comme Roger Waters de Pink Floyd, le réalisateur Ken Loach et l'archevêque anglican et militant des droits de l'homme sud-africain Desmond Tutu, qui critiquent le choix de Radiohead de se produire en Israël. Thom Yorke répond à ces critiques en arguant que de jouer en Israël n'implique pas son soutien au gouvernement israélien,,.
Pour le 20e anniversaire d'OK Computer en juin 2017, Radiohead sort OKNOTOK qui comprend trois titres inédits et des archives sonores datant de la période d'enregistrement de cet album phare des années 1990. En septembre 2017 sort (Ocean) Bloom, une version de Bloom (de l'album The King of Limbs) que Thom Yorke et Jonny Greenwood ont retravaillé avec Hans Zimmer et l'orchestre symphonique de la BBC pour le prequel d'un documentaire de la BBC sur les océans, réalisé par David Attenborough. Radiohead reprend sa tournée en 2018 pour une série de concerts en Amérique du Sud (Santiago, Buenos Aires, Lima, Sao Paulo, Rio de Janeiro, Bogota) en avril, et en Amérique du nord (18 dates aux États-Unis et au Canada, dont quatre concerts au Madison Square Garden) en juillet et août.
Le 30 mars 2019, Radiohead est introduit au Rock and Roll Hall of Fame dès sa deuxième année d'éligibilité (une période de 25 ans d'activité à partir de la sortie du premier album, en l'occurrence Pablo Honey en 1993). Seuls Ed O'Brien et Phil Selway sont présents au Barclays Center de Brooklyn lors de la cérémonie d'intronisation. Le discours de présentation est effectué par David Byrne dont la chanson Radio Head avec les Talking Heads en 1986 est à l'origine du nom du groupe britannique.
En juin 2019, le contenu de 18 MiniDiscs représentant plus de 17 heures d'enregistrements appartenant à Thom Yorke et recouvrant la période 1995-1998, soit à l'époque de Ok Computer, est piraté, comme l'annoncent Jonny Greenwood et Thom Yorke. Le ou les pirates demandent au groupe une rançon de 150 000 dollars pour ne pas diffuser ces archives sonores.
En réaction, le groupe met les contenus en diffusion libre (et possibilité de téléchargement pour 18 livres sterling) le 10 juin sur un site spécialisé, pour une période de dix-huit jours. L'argent récolté étant reversé à Extinction Rebellion, une organisation qui lutte contre le changement climatique.

## Membres

### Membres actuels
- Thom Yorke — chant, guitare, piano, paroles
- Ed O'Brien — guitare, chant, synthétiseur, percussions
- Jonny Greenwood — guitare, synthétiseur, piano, ondes Martenot
- Colin Greenwood — basse, synthétiseur
- Phil Selway — batterie

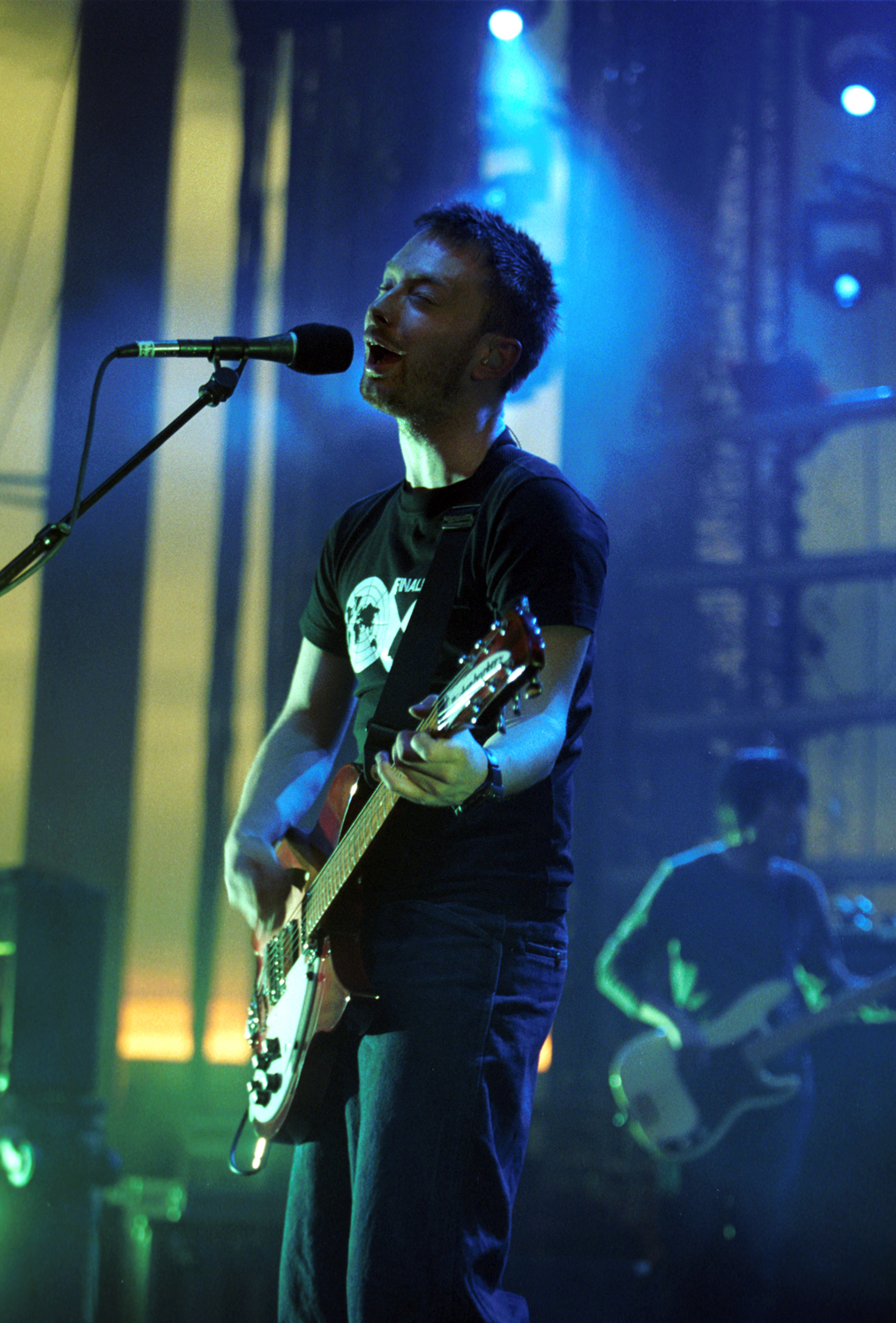
Thom Yorke.
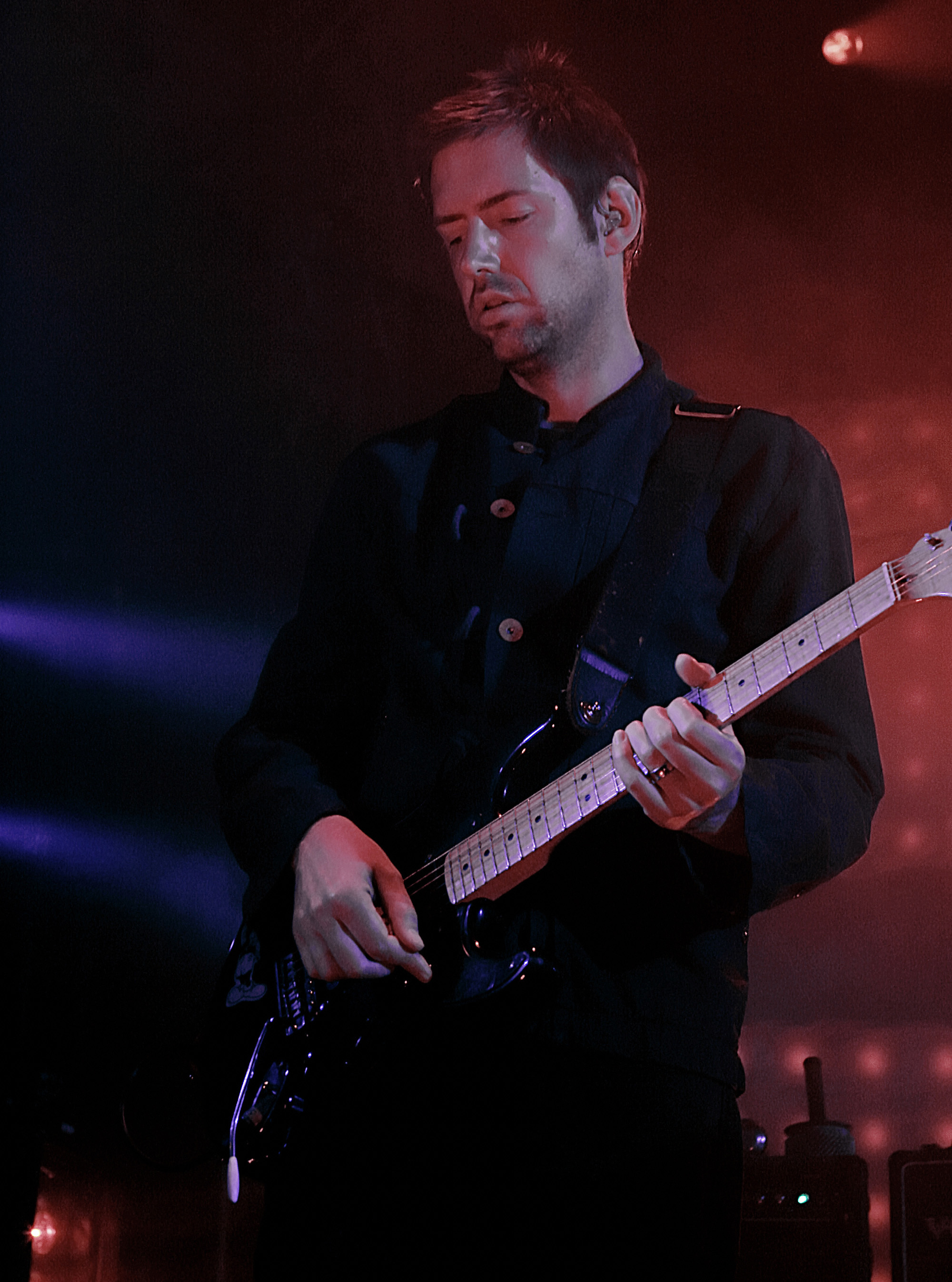
Ed O'Brien.
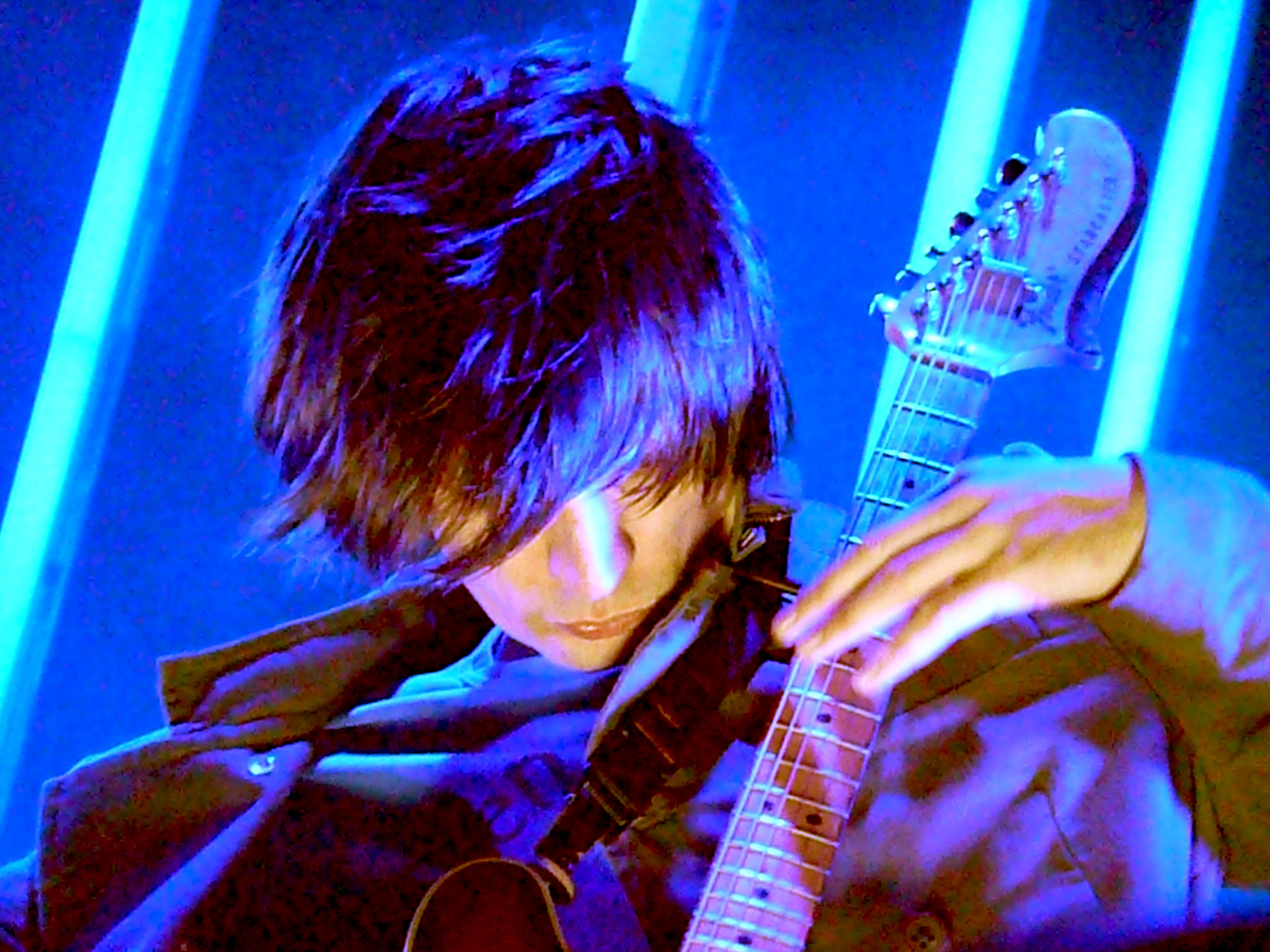
Jonny Greenwood.
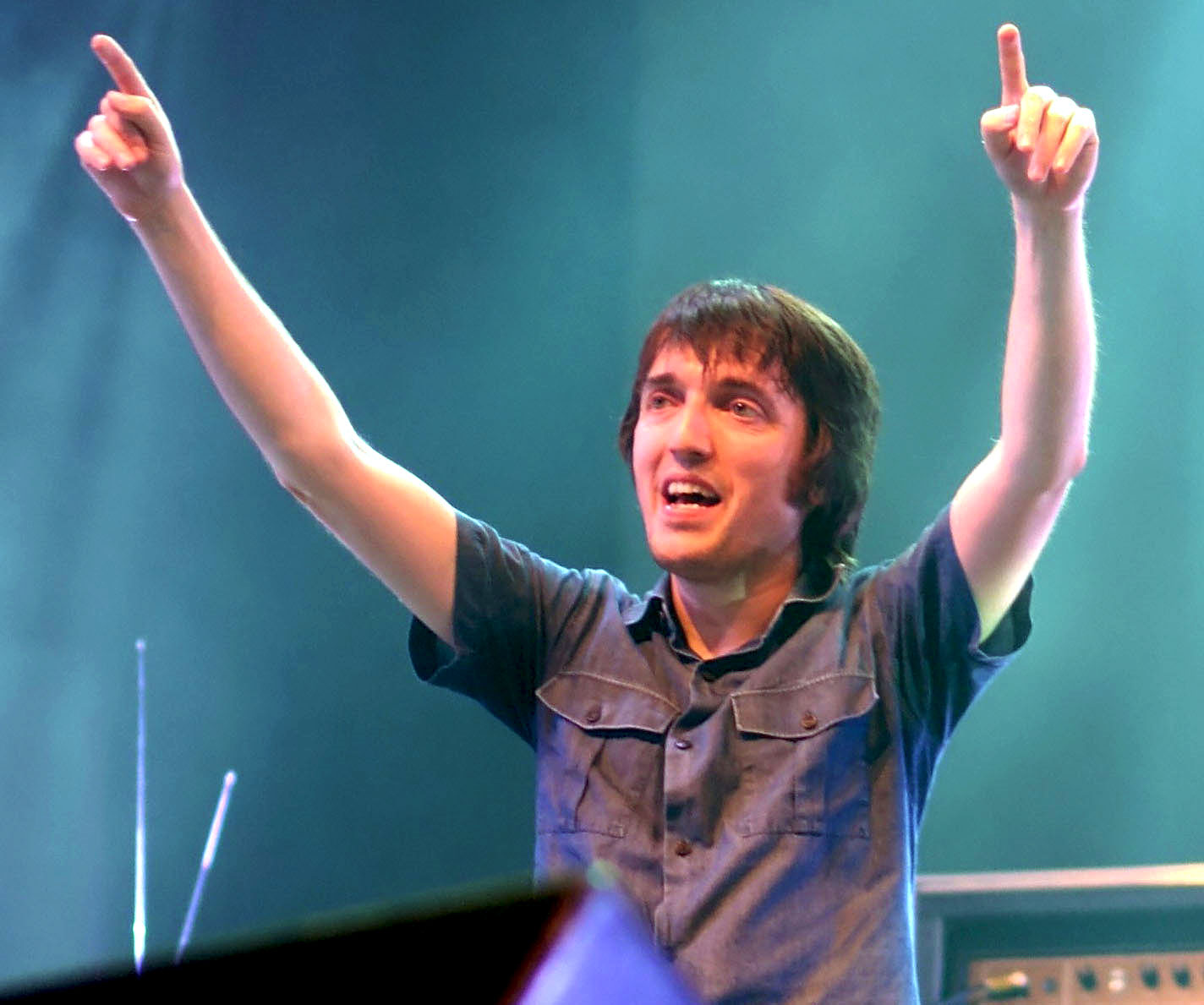
Colin Greenwood.
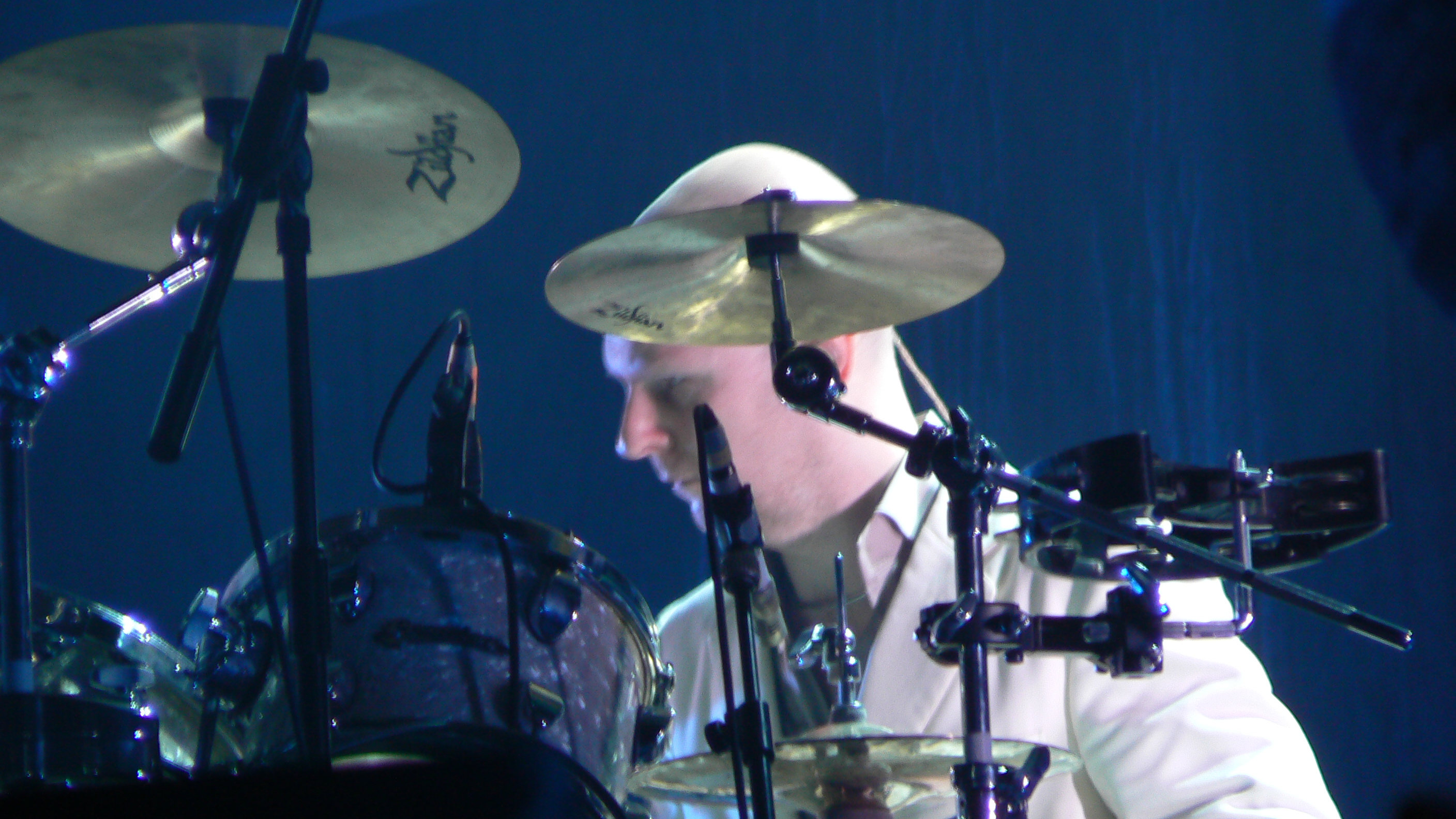
Phil Selway.

### Collaborations longues
- Nigel Godrich — producteur, ingénieur du son. Parfois considéré comme le 6e membre du groupe[108].
- Stanley Donwood — graphiste du groupe

### Musiciens additionnels
- Clive Deamer, par ailleurs batteur de Portishead, accompagne Radiohead sur scène depuis la sortie de The King of Limbs et participe à la tournée mondiale 2012 du groupe[109], ainsi qu'à celles de 2016, 2017 et 2018.

## Influences
- Can[110]
- Miles Davis[110]
- Magazine[111]
- The Smiths[112][source insuffisante]
- Joy Division[113]
- R.E.M.[113]
- Siouxsie and the Banshees[113]
- Charles Mingus[114]
- Neil Young[115]
- Peter Hammill[116]
- Van Der Graaf Generator[117]
- Pixies[118]

## Postérité

### Inspiration d'autres artistes
Le single Creep a fait l'objet de très nombreuses reprises, notamment celle de la chorale féminine Scala and Kolacny Brothers, dont la version a été utilisée pour la bande-annonce du film The Social Network (2010). On trouve également une reprise de Creep sur l'album live KID des Pretenders. La reprise la plus « creepy » est probablement celle des Northern Kings, dans l'album Reborn, en 2007. L'ajout (entre autres) d'une boîte à musique volontairement entêtante y donne au titre une atmosphère très cinématographique, entre l'opéra-rock et le film d'horreur. Moby, Tears for Fears, Beck et Amanda Palmer, notamment, font partie des nombreux artistes qui ont repris cette chanson sur scène.
La musique de Radiohead inspire des musiciens de styles variés, de l'orchestre symphonique à la musique classique, en passant par le piano jazz. En septembre 1998, le pianiste jazz Brad Mehldau inclut sa propre version du morceau de Radiohead Exit Music (For a Film) sur son album The Art of the Trio, Vol. 3. C'est l'interprétation qui révélera l'artiste à un public plus large que celui des seuls initiés au jazz. En août 2002, il sort l'album Largo sur lequel figure Paranoid Android. Ces deux morceaux proviennent de l'album OK Computer. En 2003, il sort un album live enregistré à Tokyo, Live in Tokyo, sur lequel figure une nouvelle interprétation de Paranoid Android de 19 min 30. L'album Anything Goes, sorti en février 2004 contient une version retravaillée du morceau Everything in Its Right Place de l'album Kid A. Ces trois albums sont sortis chez Warner. En 2005, Brad Mehldau reprend Knives Out, de l'album Amnesiac, sur son album Day Is Done (Nonesuch records).
OK Computer est devenu populaire avec d'autres artistes. En 2001, le label indépendant Vitamin Records sort un album hommage à Radiohead, Strung Out On OK Computer, par The String Quartet Tribute. C'est une réplique de l'album, morceau par morceau, avec des violons et des violoncelles. Toujours en 2001, un album hommage à Radiohead sort, intitulé Anyone Can Play Radiohead en écho à une de leurs chansons Anyone Can Play Guitar, parue sur leur premier album Pablo Honey. Ce CD comporte des titres de Radiohead réinterprétés par différents artistes aux styles musicaux variés. Plastic Mutations (2001) est un album de reprises réalisées par plusieurs artistes, en versions électroniques. En 2003, le pianiste Christopher O'Riley enregistre True Love Waits (Sony Music), une collection de morceaux de Radiohead provenant de différents albums revus pour des solos de piano. Il récidive en 2005 avec un second album, Hold me to this, publié par World Village/Harmonia Mundi.
En 2006, le DJ new-yorkais Mark Ronson enregistre une version funk de Just. La même année, le collectif Easy Star All-Stars sort son deuxième « cover album » (après Dub Side of the Moon) en reprenant intégralement OK Computer façon reggae/dub : Radiodread. En 2007, le groupe Korn reprend, lors de son concert MTV Unplugged, la chanson Creep, se rapprochant alors de la version acoustique. Cette même année, le blog Stereogum propose un album inédit en téléchargement gratuit intitulé OK X en hommage aux dix ans d'OK Computer, interprété par la scène pop indépendante du moment (dont Doveman, Cold War Kids, Marissa Nadler et My Brightest Diamond). En 2008, le rappeur Jay-Z fait du rap sur des samples de morceaux de Radiohead tels que Paranoid Android, Jigsaw Falling Into Place ou encore Karma Police dans l'album Jaydiohead.
En 2010, Peter Gabriel reprend dans un style très épuré Street Spirit (Fade Out) sur son album Scratch My Back. En 2012, le compositeur de musique minimaliste Steve Reich, dont l'influence est importante dans la musique électronique voire de la pop, et dont Jonny Greenwood avait interprété en 2008 une version de 2×5, s'inspire des thèmes mélodiques de deux chansons de Radiohead (Everything in Its Right Place et Jigsaw Falling into Place) pour composer Radio Rewrite.
En 2018, Travis Scott se dit être inspiré par Radiohead pour son album Astroworld.

### Classements
- Le magazine Q classe l'album OK Computer meilleur album de tous les temps[124]. The Bends arrive lui en deuxième position et Kid A en dixième position.
- Kid A est classé comme étant le meilleur album de la décennie 2000-2010 par Pitchfork[125], Rolling Stone[126] et The Times.
- Six de leurs albums obtiennent la première place sur le marché britannique[3].
- En 2009, les lecteurs du magazine Rolling Stone ont élu Radiohead 2e meilleurs artistes des années 2000[4].
- Radiohead est classé 73e « meilleur artiste de tous les temps » par le magazine Rolling Stone[127].

### Récompenses
- 1998 : Grammy Award de la meilleure « performance musicale » pour OK Computer[128].
- 2001 : Grammy Award du meilleur album « alternatif » pour Kid A[128].
- 2008 : Grammy Award du meilleur album « alternatif » pour In Rainbows[128].